# Sigismund von Herberstein

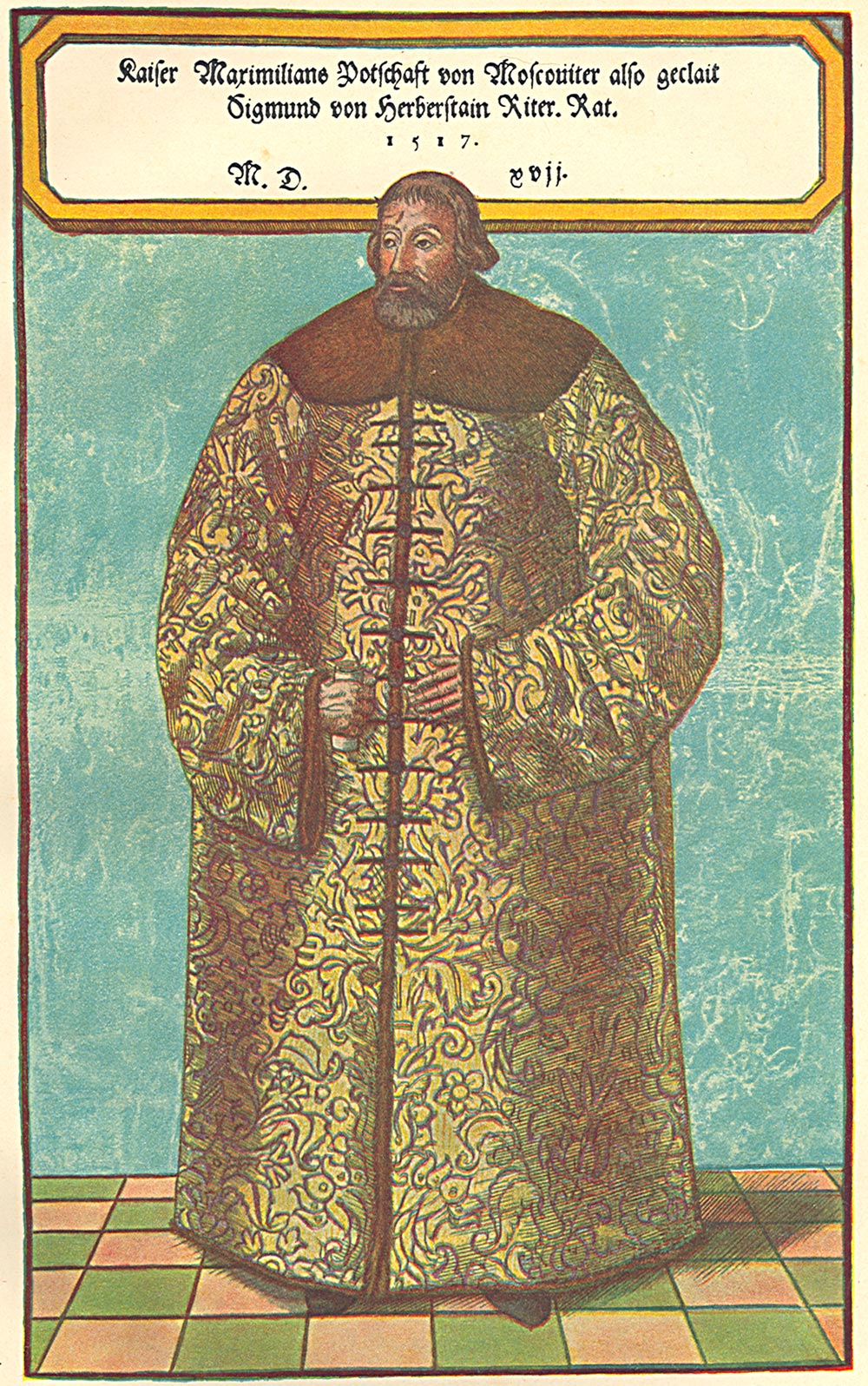
Sigismund von Herberstein con atuendos rusos.

Siegmund (o Sigismund) Freiherr von Herberstein, o barón Segismundo de Herberstein (23 de agosto de 1486-28 de marzo de 1566), fue un diplomático, escritor e historiador carniolense, así como miembro del Consejo Imperial del Sacro Imperio Romano Germánico. Ha sido especialmente reconocido por su extensa obra escrita sobre la geografía, historia y costumbres de Rusia, y contribuyó generosamente a expandir el conocimiento de Rusia en Europa Occidental.

## Infancia y juventud
Herberstein nació en 1486 en Vipava (en alemán Wippach) en el ducado de Carniola (actualmente en Eslovenia, pero entonces parte de la monarquía Habsburgo), hijo de Leonhard von Herberstein y Barbara von Lueg, miembros de una familia germanófona prominente que ya había residido en el castillo de Herberstein durante casi 200 años. Poco se conoce de sus primeros años aparte de que se familiarizó con el idioma esloveno que se hablaba en la región. Este conocimiento influyó significativamente en su vida.
En 1499 ingresó en la Universidad de Viena para estudiar filosofía y derecho. En 1506 ingresó en el ejército en calidad de oficial y participó en numerosas campañas. En 1506 fue nombrado caballero por Maximiliano I, Emperador del Sacro Imperio Romano Germánico en persona. En 1515 ingresó en el Consejo Imperial, o Parlamento, y comenzó una larga y prolífica carrera diplomática.

## Carrera diplomática
Entre 1515 y 1553, Herberstein participó en unas 69 misiones en el extranjero, en las que viajó por gran parte de Europa, incluso Turquía. Fue homenajeado por los Habsburgo reinantes y recompensado con títulos y propiedades. Fue enviado dos veces a Rusia como embajador de Austria: en 1517 para intentar acordar una tregua entre Rusia y Lituania, y en 1526 para renovar un tratado firmado en 1522 entre los dos países. Estas visitas prolongadas (nueve meses en la primera) le proporcionaron una buena oportunidad para estudiar una hasta entonces desconocida sociedad rusa.

## Obra escrita sobre Rusia

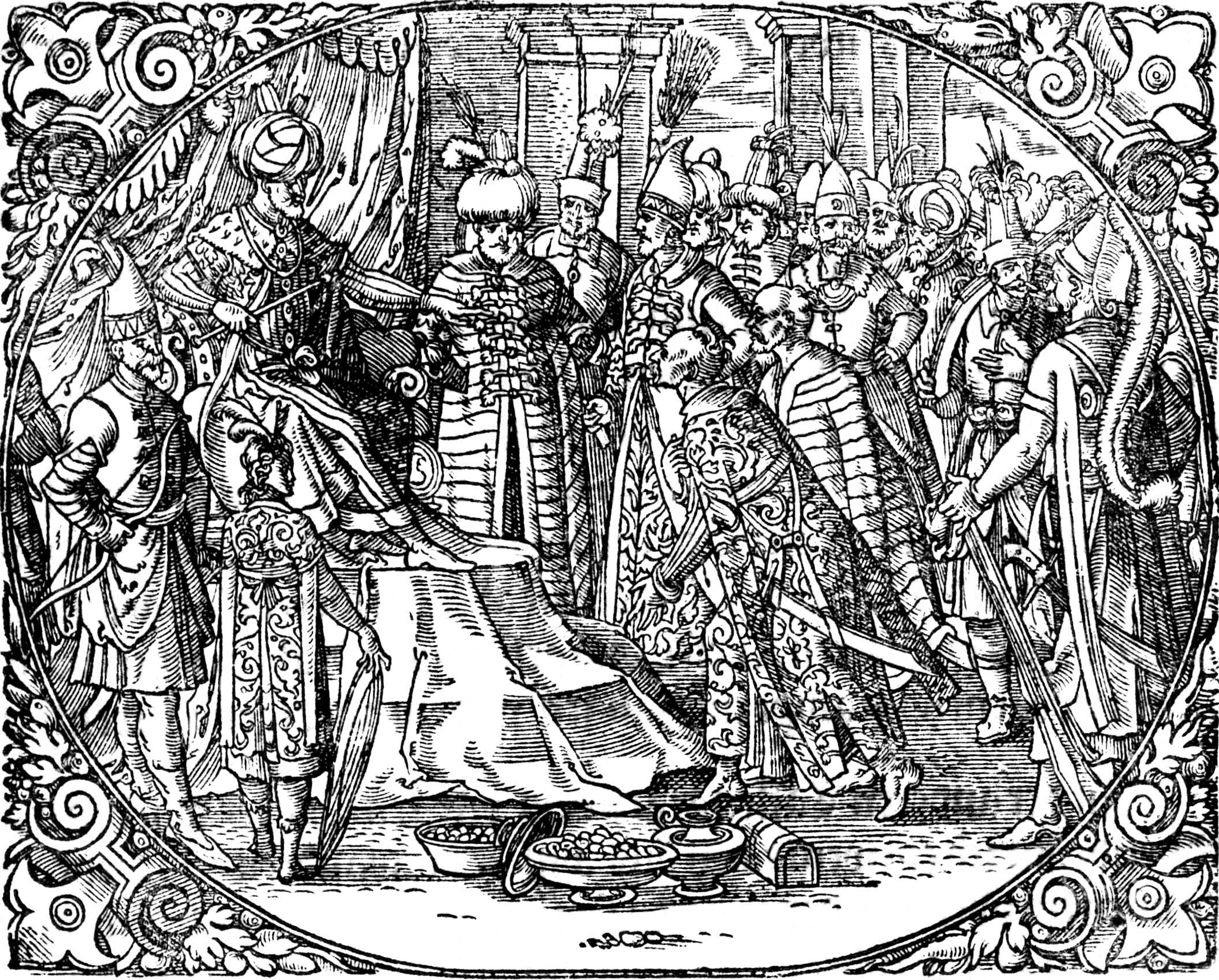
Grabado del libro de Sigmund Herberstein: los embajadores presentan regalos al zar de Moscovia.

Herberstein pudo comunicarse libremente con los rusos gracias a su conocimiento del esloveno, ya que tanto el esloveno como el ruso pertenecen a las lenguas eslavas. Herberstein empleó este conocimiento para preguntar a una variedad de gente en Rusia sobre diversos temas, lo que le dio una visión de Rusia y los rusos que no conocían los pocos europeos occidentales que habían visitado el país.
Es probable que escribiera su primer informe sobre la vida en Rusia entre 1517 y 1527, pero el texto no ha sobrevivido hasta nuestros días. En 1526 se le solicitó escribir un informe formal sobre sus experiencias en Rusia, pero éste permaneció relativamente inadvertido en los archivos hasta que pudo encontrar tiempo para revisarlo y expandirlo. Esto pudo ocurrir en la década de 1530.

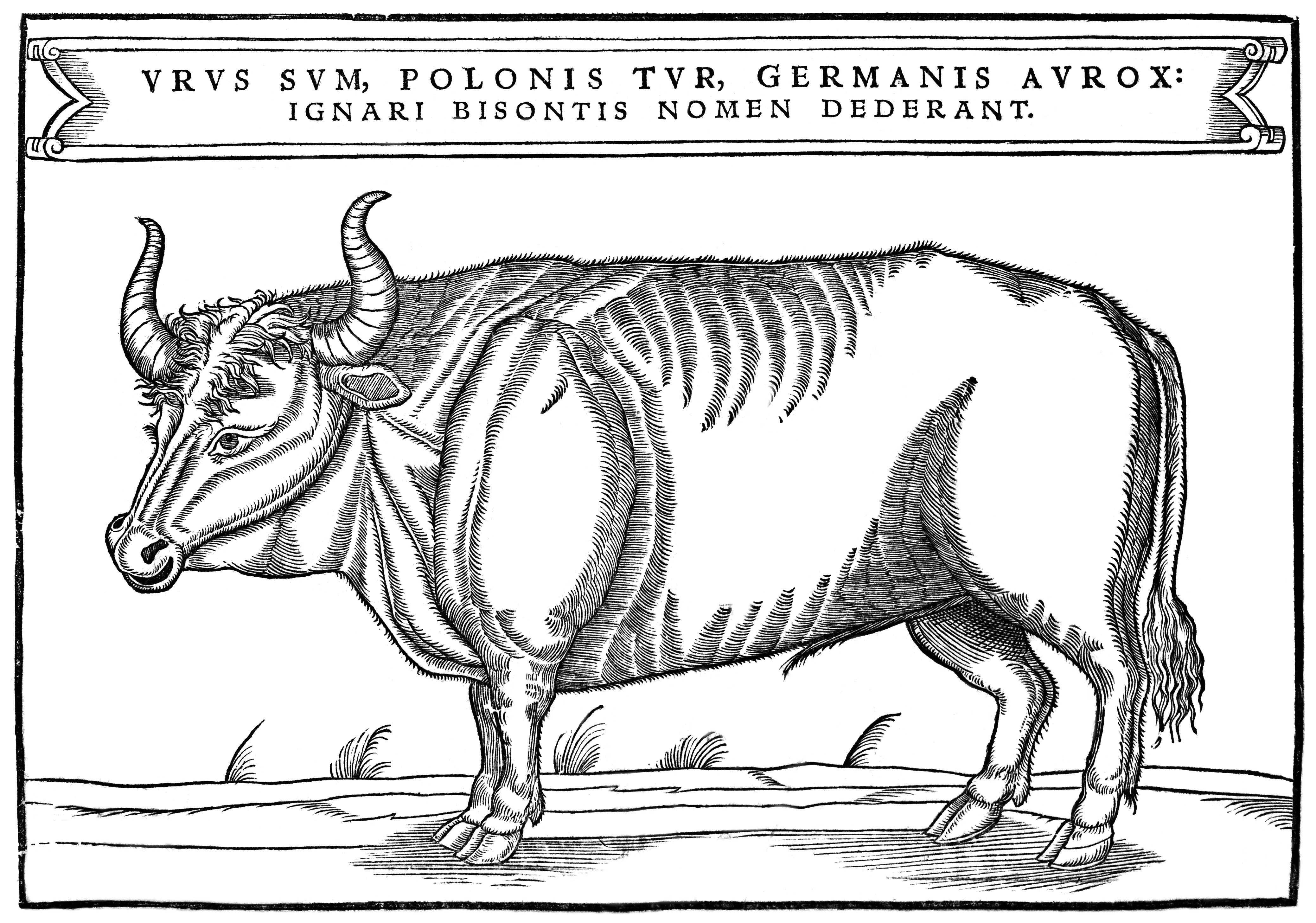
Uro...

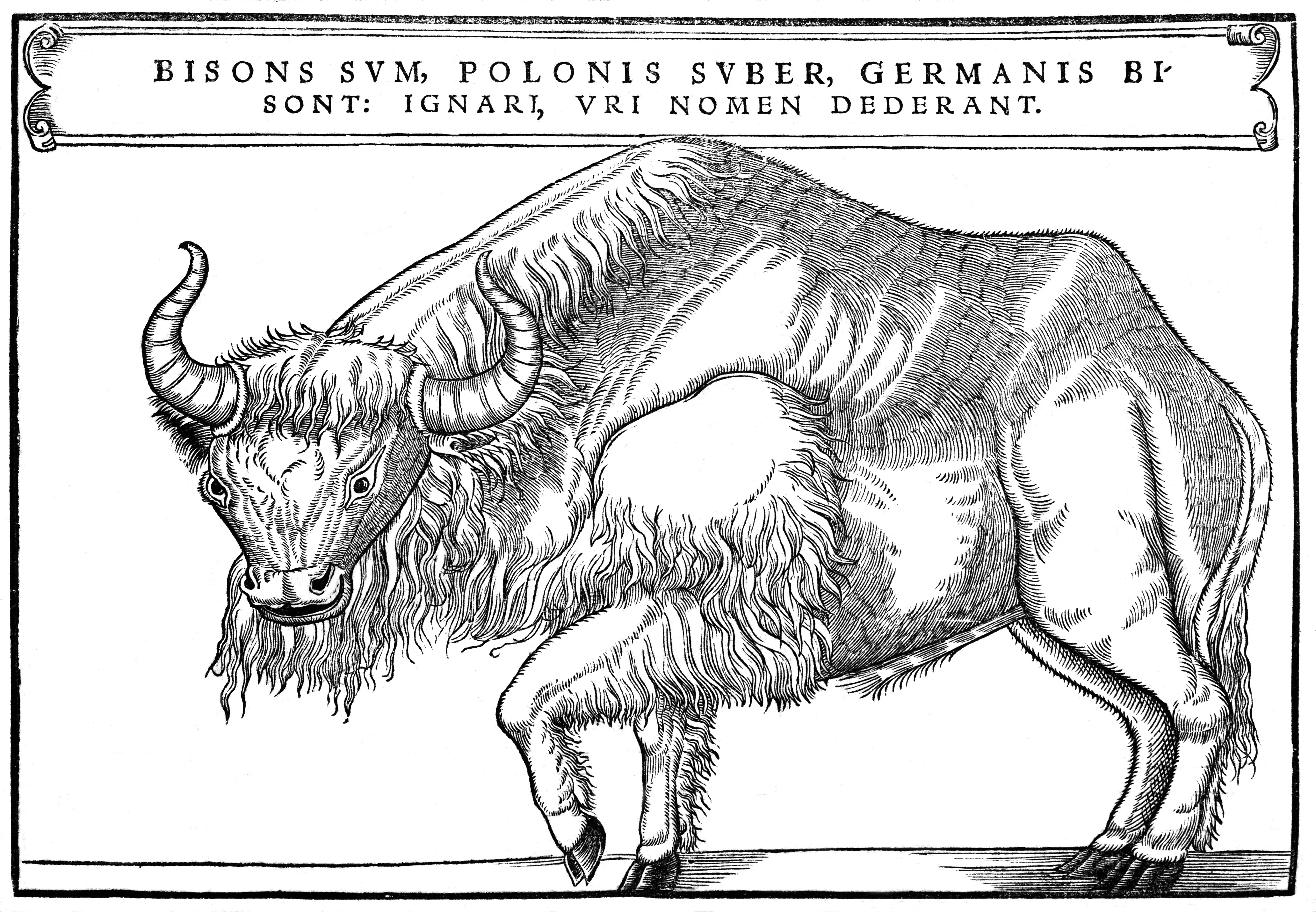
...y bisonte, por Herberstein, 1556.

La evidencia sugiere que Herberstein fue un etnógrafo activo y hábil. Investigó en profundidad tanto hablando con los rusos como mediante el examen crítico de la escasa literatura que había sobre Rusia. El resultado fue su mayor trabajo, un libro escrito en latín con el título Rerum Moscoviticarum Commentarii (literalmente Comentarios sobre asuntos moscovitas), publicado en 1549. Este libro pasó a ser la fuente principal de conocimiento sobre Rusia en Europa Occidental.